# Muttergotteskapelle (Oberbrechen)

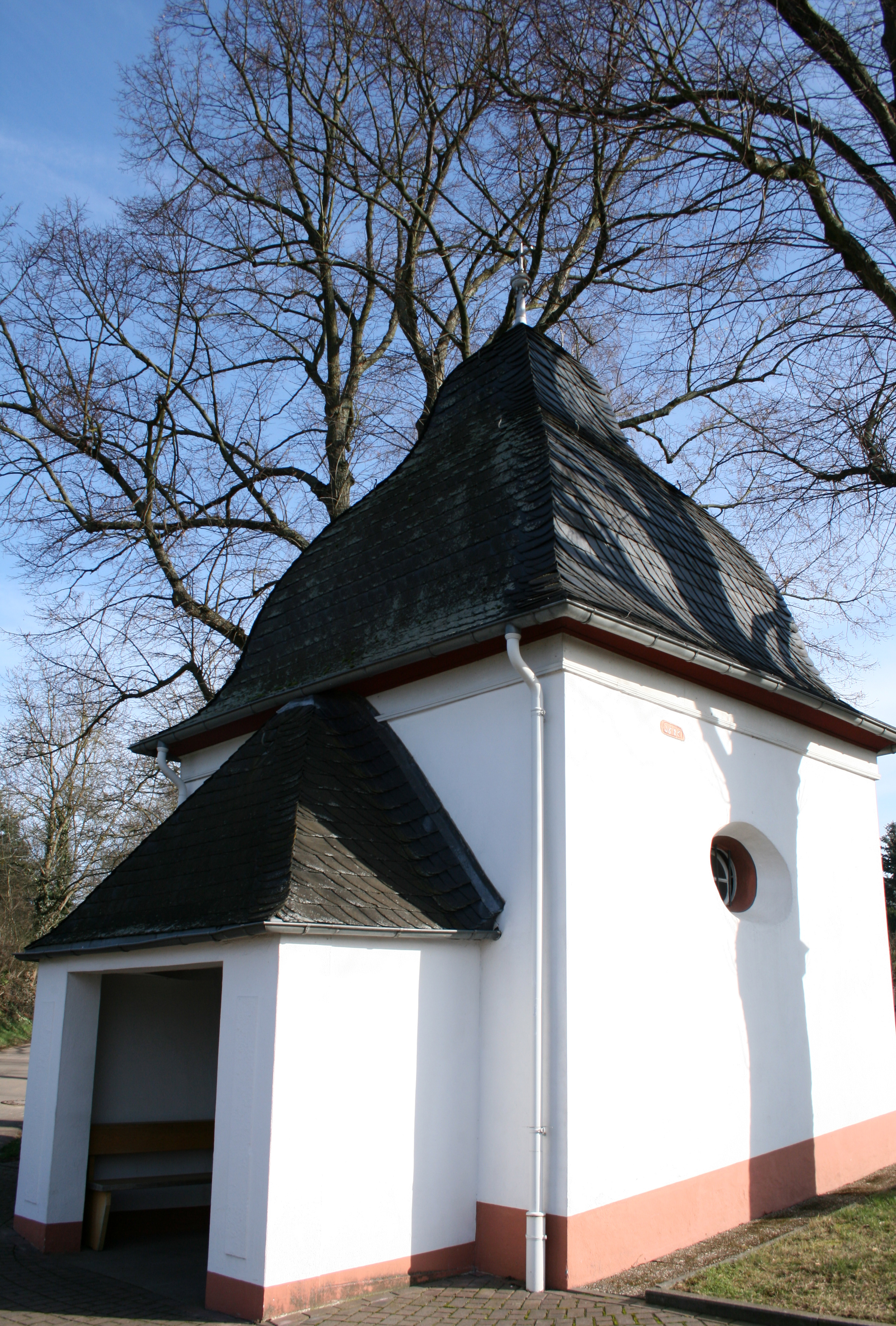
Muttergotteskapelle in Oberbrechen

Die Muttergotteskapelle in Oberbrechen ist eine Kapelle am roten Weg, nahe dem Friedhof, die auf die Zeit vor dem Dreißigjährigen Krieg zurückgeht. Sie steht unter Denkmalschutz.
1604 wurde ein Heiligenstock obig der obristen pforthen erbaut. Möglicherweise war dies ein Vorgänger der heutigen Kapelle, die 1720 als Kapelle vor der Oberpfort und 1734 und 1761 als Kapelle vorm Oberthor und auf dem Haidenberg urkundlich festgehalten wurde.
Nach der Inschrift über der Tür wurde die Kapelle 1686 durch den späteren Schultheißen Jakob Arthem und Johannes Hochs Witwe wieder aufgebaut.
Die Instandhaltung der Kapelle wurde durch vier Anniversarien gesichert. 1696 verfügte diese über 55–56 Gulden Kapital, 1903 waren es 713,78 Mark. Die Opfergelder der Gläubigen wurden nicht zur Erhaltung der Kapelle benötigt, da die Zinsen ausreichten und wurden daher an die Pfarrkirche weitergereicht.
1863 und Sommer 1852 erfolgten Sanierungen. Nach dem Ersten Weltkrieg wurden zwei Tafeln mit Namen der Gefallenen angebracht und die Kapelle wurde damit gleichzeitig Krieger- und Gedächtniskapelle.